# Kleinzöbern
Kleinzöbern ist ein Ortsteil der Gemeinde Weischlitz im sächsischen Vogtlandkreis. Er wurde am 1. April 1939 nach Großzöbern eingemeindet, mit dem er am 1. Januar 1994 zur Gemeinde Burgstein und am 1. Januar 2011 zur Großgemeinde Weischlitz kam. Seitdem bildet Kleinzöbern gemeinsam mit Großzöbern und Berglas den Ortsteil Großzöbern.

## Geografie

### Lage und Verkehr
Kleinzöbern liegt im Süden des Gemeindegebiets von Weischlitz. Es schließt sich in nordöstliche Richtung direkt an die Bebauung von Großzöbern an. Südlich des Orts befindet sich die Talsperre Dröda. Durch Kleinzöbern führt die Staatsstraße 319 (ehemalige Bundesstraße 173). Die Bundesautobahn 72 mit dem Rastplatz „Großzöbern“ liegt nordwestlich des Orts.
Kleinzöbern befindet sich im Westen des Vogtlandkreises und im sächsischen Teil des historischen Vogtlands. Geografisch liegt der Ort im Zentrum des Naturraums Vogtland (Mittelvogtländisches Kuppenland).
Der Ort ist mit der vertakteten RufBus-Linie 52 des Verkehrsverbunds Vogtland an Weischlitz, Oelsnitz und Gutenfürst angebunden.

### Nachbarorte
|            | Geilsdorf                                   | Pirk  |
| Großzöbern | Kompassrose, die auf Nachbargemeinden zeigt | Dröda |
|            | Flur Dechengrün                             |       |

## Geschichte
Das Platzdorf Kleinzöbern teilte vor 1328 die Geschichte von Großzöbern. Der Ort wurde im Jahr 1122 in der Stiftungsurkunde der Johanniskirche zu Plauen unter dem Namen „Zobi“ genannt. Dieser Name ist slawischen Ursprungs. Im Jahre 1328 wurde Großzöbern als „obern Zcobern“ und Kleinzöbern als „nydern Zcobern“ bezeichnet. Beide Orte wurden im Jahr 1425 als „grossen Ztoeber“ und „kleynen Ztoeber“ erwähnt. Das Rittergut Kleinzöbern befand sich im Jahre 1524 im Besitz von Hans von Sack. Anschließend gehörte es dem Stadtrat von Oelsnitz, der das Rittergut Kleinzöbern als Beigut des Ritterguts Schönbrunn nutzte. Aus finanziellen Gründen wurde es an die Herren Groh veräußert.
Bezüglich der Grundherrschaft war Kleinzöbern in späterer Zeit geteilt. Um 1542 gehörte der Ort anteilig dem Deutschen Ritterorden zu Plauen und dem Rittergut Geilsdorf. Ein Anteil unterstand um 1606 dem Rat zu Oelsnitz/Vogtl. Um 1764 bis 1856 unterstand Kleinzöbern anteilig dem Rittergut Pirk, der Rest war Amtsdorf im kursächsischen bzw. königlich-sächsischen Amt Voigtsberg. Kirchlich gehört Kleinzöbern seit jeher zu Geilsdorf, obwohl der Nachbarort Großzöbern eine eigene Kirche besitzt. 1856 wurde Kleinzöbern dem Gerichtsamt Plauen und 1875 der Amtshauptmannschaft Plauen angegliedert. Gemeinsam mit Berglas wurde Kleinzöbern am 1. April 1939 nach Großzöbern eingemeindet.
Durch die zweite Kreisreform in der DDR kam Kleinzöbern als Ortsteil der Gemeinde Großzöbern im Jahr 1952 zum Kreis Plauen-Land im Bezirk Chemnitz (1953 in Bezirk Karl-Marx-Stadt umbenannt), der 1990 als sächsischer Landkreis Plauen fortgeführt wurde und 1996 im Vogtlandkreis aufging. Am 1. Januar 1994 schloss sich die Gemeinde Großzöbern mit sechs weiteren Gemeinden zur Gemeinde Burgstein zusammen, die wiederum am 1. Januar 2011 in die Großgemeinde Weischlitz eingegliedert wurde. Seitdem bilden Großzöbern, Kleinzöbern und Berglas die Ortschaft Großzöbern.